# کنیک فیرویو، آلاسکا
کنیک فیرویو (به انگلیسی: Knik-Fairview) شهری در بخش ماتانوسکا-سوسیتنا ایالت آلاسکا است که جمعیت آن در سرشماری سال ۲۰۰۰ میلادی ۷۰۴۹ نفر بوده‌است.